# Хронологія рекордів Європи з бігу на 2000 метрів серед чоловіків
Рекорди Європи з бігу на 2000 метрів визнаються Європейською легкоатлетичною асоціацією з-поміж результатів, показаних європейськими легкоатлетами на доріжці стадіону, за умови дотримання встановлених вимог.

## Хронологія рекордів
| Результат                             | Атлет                        | Місто змагань      | Дата змагань | Примітки          | Відео            |
| ------------------------------------- | ---------------------------- | ------------------ | ------------ | ----------------- | ---------------- |
| 5.30,4h                               | Йон Сандер Швеція            | Стокгольм          | 16.06.1918   |                   |                  |
| 5.26,0h                               | Пааво Нурмі Фінляндія        | Тампере            | 04.09.1922   |                   |                  |
| 5.26,0h                               | Едвін Віде Швеція            | Стокгольм          | 11.06.1925   |                   |                  |
| 5.24,6h                               | Пааво Нурмі Фінляндія        | Куопіо             | 18.06.1927   |                   |                  |
| 5.24,6h                               | Пааво Нурмі Фінляндія        | Куопіо             | 18.06.1927   |                   |                  |
| 5.23,4h                               | Ейно Пур'є Фінляндія         | Віїпурі            | 09.08.1927   |                   |                  |
| 5.21 4/5h                             | Жуль Лядумег Франція         | Париж              | 02.07.1931   |                   |                  |
| 5.20,4h                               | Міклош Сабо Угорщина         | Будапешт           | 04.10.1936   |                   |                  |
| 5.18,4h                               | Генрі Йонссон Швеція         | Стокгольм          | 02.07.1937   |                   |                  |
| 5.16,4h                               | Гундер Хегг Швеція           | Мальме             | 21.07.1942   |                   |                  |
| 5.11,8h                               | Гундер Хегг Швеція           | Естерсунд          | 23.08.1942   |                   |                  |
| 5.07,0h                               | Гастон Рейфф Бельгія         | Брюссель           | 29.09.1948   |                   |                  |
| 5.02,2h                               | Іштван Рожавельдьї Угорщина  | Будапешт           | 02.10.1955   |                   |                  |
| 5.01,6h                               | Мішель Жазі Франція          | Париж              | 14.06.1962   |                   |                  |
| 5.01,2h                               | Йозеф Одложил Чехословаччина | Стара-Болеслав     | 08.09.1965   |                   |                  |
| 4.57,9h                               | Гарольд Норпот ФРН           | Гаґен              | 10.09.1966   |                   |                  |
| 4.56,2h                               | Мішель Жазі Франція          | Сен-Мор-де-Фоссе   | 12.10.1966   |                   |                  |
| 4.52,20                               | Томас Вессінгхаге ФРН        | Інгельгайм-ам-Райн | 31.08.1982   |                   |                  |
| 4.51,39                               | Стів Крем Велика Британія    | Будапешт           | 04.08.1985   |                   |                  |
| 4.50,01                               | Якоб Інгебрігтсен Норвегія   | Осло               | 11.06.2020   | [ 1 ]             |                  |
| 4.43,13                               | Якоб Інгебрігтсен Норвегія   | Брюссель           | 08.09.2023   | [ 2 ] [ 3 ] [ 4 ] | Відео на YouTube |
| 1 рік, 198 днів від дати встановлення |                              |                    |              |                   |                  |